# Теселација
Теселација или поплочавање равни је поступак постављања геометријских облика у равни, без преклапања и зазора, односно празнина. Може се говорити и о теселацији делова равни или других површи. Могућа су и уопштења на више димензија. Теселацију се често јавља у уметности Мориса Есхера. Заступљена је у целој историји уметности, од античке архитектуре до модерног стваралаштва.
У латинском језику, tessella означава мали комад глине, камена или стакла који је коришћен за прављење мозаика. Реч tessella деминутив је грчке речи τέσσερα која значи четири, па тако указује на четвороугаоник, као страну призме, а стандардни елементи мозаика били су, и до сад остали, најчешће, мале призме, „циглице“. Мада се, дакако, користе и природни облуци лепих боја.
Постоје теселације еуклидске, сферне и хиперболичке равни.
Теселације се могу пронаћи свуда око нас, структура кошнице, оклоп корњаче, различите шаре на кожи змија и гуштера, у грађевинарству на поплочаним трговима, у уметности почев од античке архитектуре (мозаици Сумера настали око 4000 године п. н. е, мозаици старих Грка, шаре и орнаменти Арапа) до модерног стваралаштва, у компјутерској графици, оптици, кристалографији, друштвеним играма и играма на рачунарима.
Реч теселација потиче од јонске верзије грчке речи тессерес што значи четири, прве теселације су биле квадратним плочицама. Први математичар који се бавио слагањем полигона без шупљина и преклапања и тиме поставио основе за развијање идеја и принципа теселација је Архимед (287-212г.п.н.е). По њему су названа Архимедова тела, која представљају полуправилне полиедре настале теселацијама сфере. Последња открића везана за теселације, су британског физичара Роџер Пенроуз, који је конструисао апериодично поплочавање користећи најпре шест врста плочица, да би 1984 смањио тај број на два. Апериодичне плочице прекривају раван тако да се ниједном нигде не понови иста шара, понављају се исте плочице али никад на исти начин, пример су поплочавања равни у облику спирале.

## Основни појмови и врсте теселација
Теселације се могу посматрати у Еуклидској ({\displaystyle E^{2}}), хиперболичкој равни ({\displaystyle H^{2}}) или на сфери ({\displaystyle S^{2}}). Све три површи зовемо - раван Π. Теселација τ у равни Π се дефинише на следећи начин:
Дефиниција: Теселација у равни Π је пребројива колекција τ={Ti ∶iϵ{1,n} ┤} затворених тополошких дискова који прекривају раван Π и имају дисјунктне унутрашњости, а пресек дискова из било ког подскупа од τ је повезан или празан скуп. Те дискове зовемо пљоснима теселације τ. Сваки пресек три или више пљосни садржи највише једну тачку, јер пљосни имају дисјунктне унутрашњости. Ако постоје, такве пресечне тачке називамо темена теселације τ. Темена разлажу границе пљосни у више дисјунктивних кривих, од којих је свака, заједно са два темена на крајевима, пресек две суседних пљосни. Сваки од тих пресека је убица теселација τ. Пљосан зовемо н-тоугао ако на својој граници има н ивица и н темена. При томе ивице не морају бити дужи.
Дефиниција: Група свих изометрија равни Π које пресликавају τ на саму себе, се зове група симетрија (или симетријска група) теселације τ и озачава се Сyмτ.
Свака изометрија из групе Сyмτ пресликава темена, ивице и пљосни теселације τ респективно, на темена ивице и пљосни те исте теселације. Како свака ивица има два темена и припада двема пљоснима, следи да за произвољне две ивице постоје највише четири изометрије које пресликавају једну ивицу на другу. Слично, за сваке две пљосни постоји највише коначно много изометрија које пресликавају једну пљосан на другу, јер свака пљосан има коначан број темена и ивица.
Теселације се могу формирати уз помоћ три операције: ротације, транслације и рефлексија. Теселација еуклидске и хиперболичке равни је бесконачна односно постоји бесконачно много плочица које формирају теселацију док је теселација сфере ограничена површином те сфере. Теселације у односу на врсту плочица се деле на: правилне, полу-правилне и неправилне

## Примена теселација у уметности
Како би креирали своја уметничка дела, многи уметници су користили теселације, са правилним и неправилним полигонима. Међу њима својим радовима се највише истиче холандски уметник Мауртиус Kорнелис Есхер (1898—1972). Инспирацију је добио посматрајући шаре на Мурским храмовима током његовог боравка у Шпанији. Занимљиво је то што је Морис Есхер радио заједно са математичаром Х.С.М. Коксетом, који се сматра једним од највећих стручњака за геометрију тог времена. Њих двојица су успели да направе спој теселација еуклидске и хиперболичке равни и уметности.

## Примена теселација у архитектури
Још од давнина, кинеске, хинду и египатске културе користиле су теселације чиме су постизале необичан и јединствен изглед грађевина. Данас, теселације можемо спознати, од плочица на поду, преко зидова од цигли, па чак и до саме целокупне конструкције грађевине која је направљена ређањем неких правилних полиедара. Пример такве грађевине је Сквер федерације у Мелбурну, конструисан ређањем правоуглих троуглова, веома је комплексне структуре и сачињен од различитих материјала. Следећи пример је Лондонски сити хол направљен применом дводимензионих теселација у облику прстена, који су помало „размештени“ што даје јединствен облик.